# Inge Clement
Inge Clement (* 26. Juni 1977 in Ostende, Belgien) ist eine ehemalige belgische Judoka. Sie gewann zwei Goldmedaillen bei Europameisterschaften.

## Sportliche Karriere
Inge Clement kämpfte bis 1996 meist in der Gewichtsklasse bis 56 Kilogramm. Bereits 1992 war sie Zweite der Junioreneuropameisterschaften, 1993 gewann sie den Titel. 1994 gewann sie die Silbermedaille bei den Juniorenweltmeisterschaften und 14 Tage später holte sie Bronze bei den Junioreneuropameisterschaften. Im Jahr darauf belegte sie den siebten Platz bei den Europameisterschaften in der Erwachsenenklasse. 1996 gewann sie ihren ersten belgischen Meistertitel.
Danach wechselte ins Halbleichtgewicht, die Gewichtsklasse bis 52 Kilogramm. 1997 belegte sie in dieser Gewichtsklasse den zweiten Platz hinter Nicole Flagothier bei den belgischen Meisterschaften. Eine Woche später siegte sie beim World Masters in München. Drei Monate später fanden in Clements Heimatstadt Ostende die Europameisterschaften 1997 statt. Sie bezwang im Achtelfinale die Italienerin Giuseppina Macrì, im Viertelfinale die Schweizerin Isabelle Schmutz und im Halbfinale die Spanierin Almudena Muñoz. Den Europameistertitel gewann sie mit einem Finalsieg über die Weißrussin Alena Karytskaya.
1998 gewann sie den belgischen Meistertitel. Bei den Europameisterschaften 1998 in Oviedo belegte sie den siebten Platz. 1999 nahm sie nicht an den Europameisterschaften teil, bei den Weltmeisterschaften schied sie in ihrem ersten Kampf gegen Alena Karytskaya aus. 2000 gewann sie den belgischen Meistertitel. Bei den Europameisterschaften in Breslau belegte sie den siebten Platz. Im September unterlag sie bei den Olympischen Spielen 2000 in Sydney in ihrem Auftaktkampf der Algerierin Salima Souakri.
2001 gewann sie zum zweiten Mal das Masters-Turnier in München und zwei Wochen später den belgischen Meistertitel. Bei den Europameisterschaften in Paris bezwang sie im Viertelfinale die Französin Laëtitia Tignola, im Halbfinale die Rumänin Ioana Maria Aluaș und im Finale die Schweizerin Isabelle Schmutz. Bei den Weltmeisterschaften in München schied sie in ihrem ersten Kampf gegen die Südkoreanerin Lee Eun-hee aus. 2002 gewann Clement ihren fünften und letzten belgischen Meistertitel.